# طارق حجية
طارق حجية هو لاعب نادي الموصل الرياضي سابقا ومدربه فيما بعد .

## نشأته
ولد في مدينة الموصل سنة 1960 ولعب في أحياءها وانظم إلى فريق الناشئين  فالشباب حتى استدعاه المدرب حينئذ ليلعب في الفريق الأول للمدينة وقد لفت انتباه المدربين ثم استدعاه مدرب المنتخب العراقي حينئذ عمو بابا إلا أن معرضة بدت من رئيس اللجنة الأولمبية العراقية حينئذ عدي صدام حسين